# Silke Weinfurtner
Silke Weinfurtner (* in Bodenmais) ist eine deutsch-britische Physikerin an der University of Nottingham. Sie ist vor allem für ihre Forschungen über Schwarze Löcher bekannt und gilt als Pionierin auf dem Gebiet der analogen Gravitation.

## Wissenschaftliche Laufbahn
Weinfurtner studierte Theoretische Physik an der Technischen Universität München und am Max-Planck-Institut für Quantenoptik am Hochschul- und Forschungszentrum Garching unter der Leitung des Quantenphysikers Ignacio Cirac. Sie promovierte 2007 an der Victoria University of Wellington in Neuseeland. Nach ihrem Postdoc arbeitete sie mit Bill Unruh, dem Entdecker des Unruh-Effekts, zusammen. Seit 2013 lehrt und forscht sie an der University of Nottingham.
Im Jahr 2017 bauten Weinfurtner und ihr Team ein Experiment mit einem speziellen Wasserbad im so genannten „Black Hole Laboratory“ auf, um die Bedingungen um ein Schwarzes Loch herum zu simulieren. Dort vergleicht sie reale Schwarze Löcher mit ihren analogen Gravitationsexperimenten. Ihre Forschung konzentriert sich auf den Versuch, die Bedingungen des Urknalls nachzuahmen, indem sie supraleitende Magnete in einer großen Badewanne verwendet, um kosmologische Effekte zu simulieren. Durch die Verringerung der Temperatur im Wasserbad konnten Weinfurtner und ihr Team ein Bose-Einstein-Kondensat erzeugen, das die Wellenausbreitung im frühen Universum nachahmt.

## Auszeichnungen und Ehrungen
2012 und 2013 gewann Weinfurtner den SISSA-Forschungspreis für Nachwuchswissenschaftler. Im Jahr 2013 erhielt Weinfurtner den Vidi-Preis der Nederlandse Organisatie voor Wetenschappelijk Onderzoek für die Arbeit „Quantengravitation in Table-Top-Experimenten“. Im Jahr 2018 war Weinfurtner Teil des Teams, das für die Arbeit „A New Semiclassical Picture of Vacuum Decay“ mit dem Buchalter Cosmology Prize ausgezeichnet wurde.